# Seznam uměleckých realizací ve veřejném prostoru v Nuslích
Seznam uměleckých realizací v Nuslích v Praze 2 a 4 obsahuje tvorbu výtvarných umělců umístěnou ve veřejném prostoru v katastrálním území Nusle. Seznam obsahuje 28 realizací, je řazen podle ulic a nemusí být úplný.

## Seznam uměleckých realizací
| Název                                                     | Fotografie                                                                | Lokace                                                       | Autor                                                          | Rok       | Popis                                 | Poznámka |
| --------------------------------------------------------- | ------------------------------------------------------------------------- | ------------------------------------------------------------ | -------------------------------------------------------------- | --------- | ------------------------------------- | --- |
| Prameník na severní terase Kongresového centra            | Kategorie „Prameník (Jiří Kryštůfek)“ na Wikimedia Commons                | 5. května 1640/65 50°3′47″ s. š., 14°25′44,69″ v. d.         | Jiří Kryštůfek (1932–2014)                                     | 1980      | prameník, nehodivský mramor           | bývalý Palác kultury, exteriér                                                                                             |
| Prameník na západní straně Kongresového centra            | Kategorie „Prameník (Slavoj Nejdl)“ na Wikimedia Commons                  | 5. května 1640/65 50°3′43,58″ s. š., 14°25′37,3″ v. d.       | Slavoj Nejdl (1929–2007) Petr Honzátko (*1945)                 | 1980      | prameník, nehodivský mramor           | bývalý Palác kultury, exteriér                                                                                             |
| Prameník na jižní terase Kongresového centra              | Kategorie „Prameník (Miroslav Vystrčil)“ na Wikimedia Commons             | 5. května 1640/65 50°3′40,64″ s. š., 14°25′44,56″ v. d.      | Miroslav Vystrčil (1924–2014)                                  | 1980      | prameník; nehodivský mramor, nerez    | bývalý Palác kultury, parkoviště                                                                                           |
| Radostný den (†)                                          | Kategorie „Radostný den (Jan Hána)“ na Wikimedia Commons                  | 5. května 1640/65 50°3′46,44″ s. š., 14°25′42,38″ v. d.      | Jan Hána (1927–1994)                                           | 1978–1981 | socha, bronz                          | bývalý Palác kultury, na původním místě jen podstavec, socha roku 1998 přenesena do vnitrobloku za domem Na Bučance 1622/4 |
| Socha nad Prahou                                          | Kategorie „Socha nad Prahou (Marian Karel)“ na Wikimedia Commons          | 5. května 50°3′46,9″ s. š., 14°25′41,4″ v. d.                | Marian Karel (*1944)                                           | 2006      | socha; železo, sklo                   | před Kongresovým centrem                                                                                                   |
| Sochařsky pojednané opěrné zdi                            | Kategorie „Opěrné zdi Nuselského mostu“ na Wikimedia Commons              | 5. května 50°3′47,59″ s. š., 14°25′45,24″ v. d.              | Stanislav Kolíbal (*1925)                                      | 1974      | beton, délka 111 m                    | opěrná zeď pod terasou Kongresového centra u metra C-Vyšehrad                                                              |
| Skleněná stěna                                            | Kategorie „Skleněná stěna vestibulu (metro Pankrác)“ na Wikimedia Commons | Budějovická 50°3′4,16″ s. š., 14°26′23,09″ v. d.             | Benjamin Hejlek (1924-1993) František Burant (1924-2001)       | 1974      | vitráž, tabulové sklo                 | Metro C-Pankrác, vestibul                                                                                                  |
| Souhvězdí pasažérky                                       | Kategorie „Souhvězdí pasažérky (Pavla Sceranková)“ na Wikimedia Commons   | Doudlebská 50°3′7,22″ s. š., 14°26′29,69″ v. d.              | Pavla Sceranková (*1980)                                       | 2018      | socha, nerez                          | odhaleno 17. května; Enterprise Office Center Pankrác                                                                      |
| Zvítězili jsme?!                                          | Kategorie „Zvítězili jsme?! (Nusle)“ na Wikimedia Commons                 | Doudlebská 1699/5 50°3′5,58″ s. š., 14°26′33,43″ v. d.       | Jiří David                                                     | 2004      | socha                                 | CowParade Praha 2004 |
| Bloky                                                     | Kategorie „Bloky“ na Wikimedia Commons                                    | Družstevní ochoz 50°3′13,75″ s. š., 14°26′48,09″ v. d.       | Ladislav Janouch (*1944)                                       | 1993      | socha, leštěná žula                   | areál Střední průmyslové školy stavební Josefa Gočára                                                                      |
| Aeskulap (Pocta Janu Palachovi) (†)                       |                                                                           | Hvězdova 1601 50°3′4,63″ s. š., 14°26′3,63″ v. d.            | Valerián Karoušek (1929–1970) Jiří Novák (1922–2010)           | 1973      | hliník, železo, skleněná mozaika      | návrh Valerián Karoušek realizace Jiří Novák odstraněno 2003, umístěno v GHMP                                              |
| Fontána v lobby hotelu Forum s plastikou „Ledové kry“ (†) |                                                                           | Kongresová 1655/1 50°3′45,29″ s. š., 14°25′55,2″ v. d.       | Stanislav Libenský (1921–2002) Jaroslava Brychtová (1924–2020) | 1988      | fontána, sklo                         | Hotel Forum, zaniklo roku 1998 při rekonstrukci                                                                            |
| Zápas                                                     | Kategorie „Zápas (Miroslav Hudeček)“ na Wikimedia Commons                 | Lomnického 1071/1 50°3′26,15″ s. š., 14°25′56,23″ v. d.      | Miroslav Hudeček (*1935)                                       | 1979      | socha, kamenina                       | TJ Pankrác, roku 2018 přemístěna k vstupnímu průčelí                                                                       |
| Posaďte se, prosím                                        | Kategorie „Posaďte se, prosím (Alexandra Koláčková)“ na Wikimedia Commons | Mužíkova 50°3′58,73″ s. š., 14°26′17,66″ v. d.               | Alexandra Koláčková (*1964)                                    | 2017      | plastika, keramika                    | vnitroblok mezi Mužíkovou a Bělehradskou                                                                                   |
| Matka a dítě                                              | Kategorie „Matka (Jaroslav Vacek)“ na Wikimedia Commons                   | Na Pankráci 50°3′7,81″ s. š., 14°26′19,13″ v. d.             | Jaroslav Vacek (1923–2012)                                     | 1970      | socha, trachyt                        | v parku na křižovatce ulic Na Pankráci a Hvězdova                                                                          |
| Milenci                                                   | Kategorie „Milenci (Věra Merhautová)“ na Wikimedia Commons                | Na Pankráci 50°3′12,5″ s. š., 14°26′14,07″ v. d.             | Věra Merhautová (1921–1996)                                    | 1969      | socha, mušlový vápenec                | volný prostor |
| Keramické kompozice ve vstupech do bytových domů (5)      | Kategorie „Keramické kompozice (Ivan Kalvoda)“ na Wikimedia Commons       | Na Pankráci 50°3′31,81″ s. š., 14°25′50,89″ v. d.            | Ivan Kalvoda (*1941)                                           | 1989      | dekorativní stěna, glazovaná keramika | ve vstupech do bytových domů č.p. 932/32, 949/34, 994/36 998/38 a 999/40                                                   |
| Keramické kompozice pro bytový dům (2)                    | Kategorie „Keramické kompozice (Milan Žofka)“ na Wikimedia Commons        | Na Pankráci 50°3′31,81″ s. š., 14°25′50,89″ v. d.            | Milan Žofka (1946–2018)                                        | 1988      | dekorativní stěna, glazovaná keramika | ve vstupech do bytových domů č.p. 932/32 a 999/40                                                                          |
| Dekorativní stěna                                         | Kategorie „Dekorativní stěna (Miroslav Jirava)“ na Wikimedia Commons      | Na Pankráci 1618/30 50°3′33,57″ s. š., 14°25′47,08″ v. d.    | Miroslav Jirava (*1931)                                        | 1974      | dekorativní stěna, pískovec           | pro oborové ředitelství Pekáren a mlýnů Praha                                                                              |
| Mobilit                                                   | Kategorie „Mobilit (Zdeněk Šimek)“ na Wikimedia Commons                   | Na Pankráci 1623/72 50°3′19,12″ s. š., 14°26′7,41″ v. d.     | Zdeněk Šimek (1927–1970)                                       | 1967–1971 | socha, travertin                      | osazeno 1971 |
| Reliéf (4)                                                | Kategorie „Reliéf (Jaroslav Šajn)“ na Wikimedia Commons                   | Na Pankráci 1623/74 50°3′18,03″ s. š., 14°26′8,81″ v. d.     | Jaroslav Šajn (1926–1995)                                      |           | reliéf, bronz                         | reliéfy na vjezdových mřížích budovy Ministerstva vnitra                                                                   |
| Pražské povstání (Barikáda)                               | Kategorie „Barikáda (Stanislav Hanzík)“ na Wikimedia Commons              | Náměstí Hrdinů 1634/3 50°3′21,08″ s. š., 14°26′3,93″ v. d.   | Stanislav Hanzík (1931–2021)                                   | 1981      | reliéf, žula                          | Metro C-Pražského povstání, nástupní schodiště                                                                             |
| Emblém Centrotexu                                         |                                                                           | Náměstí Hrdinů 50°3′22,27″ s. š., 14°26′3,53″ v. d.          | Jan Kettner Evžen Hampl                                        | 1979-1980 | reliéf, bronz                         | Metro C-Pražského povstání                                                                                                 |
| Pomník Miladě Horákové                                    | Kategorie „Monument to Milada Horáková in Pankrác“ na Wikimedia Commons   | Náměstí Hrdinů 50°3′23,78″ s. š., 14°26′6,94″ v. d.          | Jan Bartoš Ctibor Havelka Milan Knobloch                       | 2009      | bronz, žula                           | odhaleno 28. října |
| Červená žirafa                                            | Kategorie „xx“ na Wikimedia Commons                                       | Pikrtova 50°3′6,66″ s. š., 14°26′27,43″ v. d.                | Jaroslav Róna (*1957)                                          | 2020      | socha, bronz                          | odhaleno v listopadu; exteriér                                                                                             |
| Příroda a tvoření (†)                                     |                                                                           | Plamínkové 1593/2 50°3′7,32″ s. š., 14°26′6,18″ v. d.        | Jaroslav Vacek (1923–2012)                                     | 1968–1971 | reliéf, cín                           | základní škola, odstraněno 2010                                                                                            |
| Srna s kolouchem (†)                                      |                                                                           | Centrální park Pankrác 50°2′56,47″ s. š., 14°25′51,42″ v. d. | Antonín Kolář (*1938)                                          | 1984      | socha, bronz                          | zcizena po 2006, napodobenina umístěna poblíž besídky                                                                      |
| Čápi (†)                                                  |                                                                           | Centrální park Pankrác 50°2′58″ s. š., 14°25′58,81″ v. d.    | František Pašek (*1922)                                        | 1984      | socha, bronz                          | pro kašnu v Parku Na Děkance (Park Družby), odstraněno 2007–2008, celá kašna 2009–2010                                     |